# Leonard Neale
Leonard Neale SJ (ur. 15 października 1746 w Port Tobacco, Maryland, zm. 18 czerwca 1817 w Georgetown, Dystrykt Kolumbii) – amerykański duchowny katolicki, jezuita, arcybiskup metropolita baltimorski w latach 1815–1817.
W wieku dwunastu lat wstąpił do jezuickiego kolegium w St. Omers we Flandrii. Stamtąd udał się do Brugii, a następnie do Liège i tam otrzymał święcenia kapłańskie. Po kasacie Zakonu Jezuitów w 1773 wyjechał do pracy duszpasterskiej w Anglii. Po paru latach przydzielony jednak został do pracy na misjach w Gujanie Brytyjskiej (lata 1779–1783). Powrócił następnie na rodzinne amerykańskie ziemie i związał się tam z byłymi jezuitami, wśród których był ks. John Carroll. W latach 1893–1899 pracował w Filadelfii, będąc jednocześnie wikariuszem generalnym dla stanów północno-wschodnich pierwszego ordynariusza Baltimore ks. Johna Carrolla. Od 1898 sprawował funkcję rektora Georgetown University.
Na prośbę bpa Carrolla ks. Neale został mianowany jego koadiutorem (z prawem następstwa). Ordynariusz baltimorski osobiście udzielił mu sakry biskupiej. Będąc biskupem nadal, do 1806, sprawował funkcję rektora w Georgetown. 3 grudnia 1815, po śmierci abpa Carrolla, objął sukcesję jako ordynariusz archidiecezji metropolitarnej Baltimore. Paliusz otrzymał od papieża Piusa VII w roku następnym. Z powodu słabego zdrowia wystosował petycję do Rzymu by mianowany został do pomocy koadiutor z prawem następstwa, którym mógłby być bp Cheverus z Bostonu. Ten jednak odmówił, a ostaeczny wybór padł na francuskiego ks. Ambrose Maréchala. Abp Neale zmarł jednak zanim nominacja ta została ogłoszona.